# Marcus Liberty
Marcus Donnell Liberty (Chicago, 27 ottobre 1968) è un ex cestista statunitense, professionista nella NBA, in Europa e in Sudamerica.

## Carriera
È stato selezionato dai Denver Nuggets al secondo giro del Draft NBA 1990 (42ª scelta assoluta).

## Statistiche

### College
| Anno      | Squadra                  | PG | PT | MP   | TC%  | 3P%  | TL%  | RP  | AP  | PRP | SP  | PP   |
| --------- | ------------------------ | -- | -- | ---- | ---- | ---- | ---- | --- | --- | --- | --- | ---- |
| 1988-1989 | Illinois Fighting Illini | 36 | 24 | 20,8 | 47,6 | 50,0 | 78,1 | 3,9 | 1,2 | 1,1 | 0,3 | 8,4  |
| 1989-1990 | Illinois Fighting Illini | 29 | 29 | 33,0 | 50,8 | 38,1 | 76,3 | 7,1 | 1,3 | 1,1 | 0,9 | 17,8 |
| Carriera  | Carriera                 | 65 | 53 | 26,2 | 49,5 | 42,4 | 76,9 | 5,3 | 1,2 | 1,1 | 0,6 | 12,6 |

### NBA

#### Regular Season
| Anno      | Squadra         | PG  | PT | MP   | TC%  | 3P%  | TL%  | RP  | AP  | PRP | SP  | PP  |
| --------- | --------------- | --- | -- | ---- | ---- | ---- | ---- | --- | --- | --- | --- | --- |
| 1990-1991 | Denver Nuggets  | 76  | 18 | 15,4 | 42,1 | 29,8 | 63,0 | 2,9 | 0,8 | 0,6 | 0,3 | 6,7 |
| 1991-1992 | Denver Nuggets  | 75  | 13 | 20,4 | 44,3 | 34,0 | 72,8 | 4,1 | 0,8 | 0,9 | 0,4 | 9,3 |
| 1992-1993 | Denver Nuggets  | 78  | 32 | 20,3 | 40,6 | 37,3 | 65,4 | 4,3 | 1,3 | 0,8 | 0,3 | 8,1 |
| 1993-1994 | Denver Nuggets  | 3   | 0  | 3,7  | 57,1 | 0,0  | 50,0 | 1,7 | 0,7 | 0,0 | 0,0 | 3,0 |
| 1993-1994 | Detroit Pistons | 35  | 0  | 7,8  | 31,0 | 37,0 | 48,6 | 1,6 | 0,4 | 0,3 | 0,1 | 2,9 |
| Carriera  | Carriera        | 267 | 63 | 17,1 | 41,7 | 34,0 | 66,4 | 3,5 | 0,9 | 0,7 | 0,3 | 7,3 |

## Palmarès
- McDonald's All-American Game (1987)